# کائورو ایشیکاوا
کائورو ایشیکاوا (انگلیسی: Kaoru Ishikawa؛ زاده ۱۳ ژوئیهٔ ۱۹۱۵ درگذشته ۱۶ آوریل ۱۹۸۹) یک دانشمند اهل ژاپن بود. 